# Dado Marino
Dado Marino est un boxeur américain né le 15 octobre 1915 à Maui, Hawaï, et mort le 28 octobre 1989.

## Carrière
Passé professionnel en 1941, il devient champion du monde des poids mouches le 1er août 1950 après sa victoire aux points à Honolulu contre Terry Allen. Marino perd son titre face à Yoshio Shirai le 19 mai 1952 ainsi que quatre autres combats contre ce boxeur et met un terme à sa carrière la même année sur un bilan de 57 victoires, 15 défaites et 3 matchs nuls.

## Référence
1. ↑  (en) Terry Allen lost to Dado Marino by UD in round 15 of 15 (boxrec.com)